# La Corona (Bellver de Cerdanya)
La Corona és una muntanya de 1.558 metres que es troba a prop de Ordèn al municipi de Bellver de Cerdanya, a la comarca de la Baixa Cerdanya.